# Yang Mi
Yang Mi, née le 12 septembre 1986 à Pékin, est une actrice et chanteuse chinoise.

## Biographie
Elle commence sa carrière dans la série télévisée Tang Ming Huang et plus tard reçoit des acclamations pour ses rôles dans plusieurs séries comme The Return of the Condor Heroes (2006), Chinese Paladin 3 (2009), Palace (2011), Tiny Times (2013–2015), The Breakup Guru (2014), Swords of Legends (2014), Dear Translator (2016) et Legend Of Fuyao (2018).
En 2010, elle donne la réplique à Toni Servillo dans le film noir italien Un tigre parmi les singes (Gorbaciof) de Stefano Incerti.
En 2013, elle est désignée, avec les actrices Angelababy, Ni Ni et Liu Shishi, comme l'une des quatre nouvelles Quatre actrices Dan. En chinois : 旦, dàn est le nom général des rôles féminins dans l'opéra chinois, souvent liés aux rôles principaux. Ils peuvent être interprétés par des acteurs ou des actrices, terme chinois, tiré des catégories de rôles de l'opéra chinois, en référence aux quatre jeunes actrices de la Chine continentale les plus prometteuses au début des années 2000 : Zhang Ziyi, Zhao Wei, Zhou Xun et Xu Jinglei. Mais celles-là sont loin d'être à côté de ces dernières au point de vue de leur succès cinématographique et télévisé.

## Filmographie
- 2012 : Le Mystère des balles fantômes
- 2017 : Reset